# Damir Krupalija
Damir Krupalija (Sarajevo, 13 giugno 1979) è un ex cestista bosniaco.

## Carriera
Con la Bosnia ed Erzegovina ha disputato i Campionati europei del 2003.

## Palmarès
- Campionato belga: 1

Spirou Charleroi: 2003-04